# (R)-6-ヒドロキシニコチンオキシダーゼ
(R)-6-ヒドロキシニコチンオキシダーゼ((R)-6-hydroxynicotine oxidase)は、ニコチン酸、ニコチンアミド代謝酵素の一つで、次の化学反応を触媒する酸化還元酵素である。
(R)-6-ヒドロキシニコチン + H2O + O2 {\displaystyle \rightleftharpoons } 1-(6-ヒドロキシピリジン-3-イル)-4-(メチルアミノ)ブタン-1-オン + H2O2
反応式の通り、この酵素の基質は(R)-6-ヒドロキシニコチンとH2OとO2、生成物は1-(6-ヒドロキシピリジン-3-イル)-4-(メチルアミノ)ブタン-1-オンとH2O2である。補因子としてFADを用いる。
組織名は(R)-6-hydroxynicotine:oxygen oxidoreductaseで、別名にD-6-hydroxynicotine oxidase、6-hydroxy-D-nicotine oxidaseがある。